# Брандушкін Яр
Брандушкін Яр — об'єкт природно-заповідного фонду у Донецькій області, ландшафтний заказник місцевого значення.
Оголошений відповідно до Розпорядження голови Донецької облдержадміністрації, керівника обласної військово-цивільної адміністрації від 24.11.2017 року № 1557/5-17 «Про оголошення заказників місцевого значення у Добропільському районі Донецької області».
Розташований біля с. Новотроїцьке Добропільського району Донецької області. Площа 35 га, перебуває у користуванні Золотоколодязької сільської ради.
Заказник створено з метою збереження степової балки, що впадає в долину р. Грузької. Виявлено місцезростання брандушки різнобарвної, сну лучного та півонії тонколистої — видів рослин, занесених до Червоної книги України.

## Геологія і рельєф
По схилах балки пісковики третинного віку перекриваються шарами чорноземних ґрунтів. Подекуди пісковики виходять на денну поверхню. По днищу балки переважають лучні ґрунти. Рельєф розсічений. Ландшафт степовий.
В балці відслонюються сарматські вапняки . Це тріщинуваті крихкі породи, що складають водоносний горизонт. Вони належать до органогенних, бо складаються з уламків та цілих черепашок давніх молюсків. Черепашки складаються із зерен мінералу кальциту, що мають мікроскопічні розміри. Сарматські вапняки формувалися в ранній неогеновий періоді кайнозойської ери — приблизно 13 млн років тому.

## Клімат та гідрологія

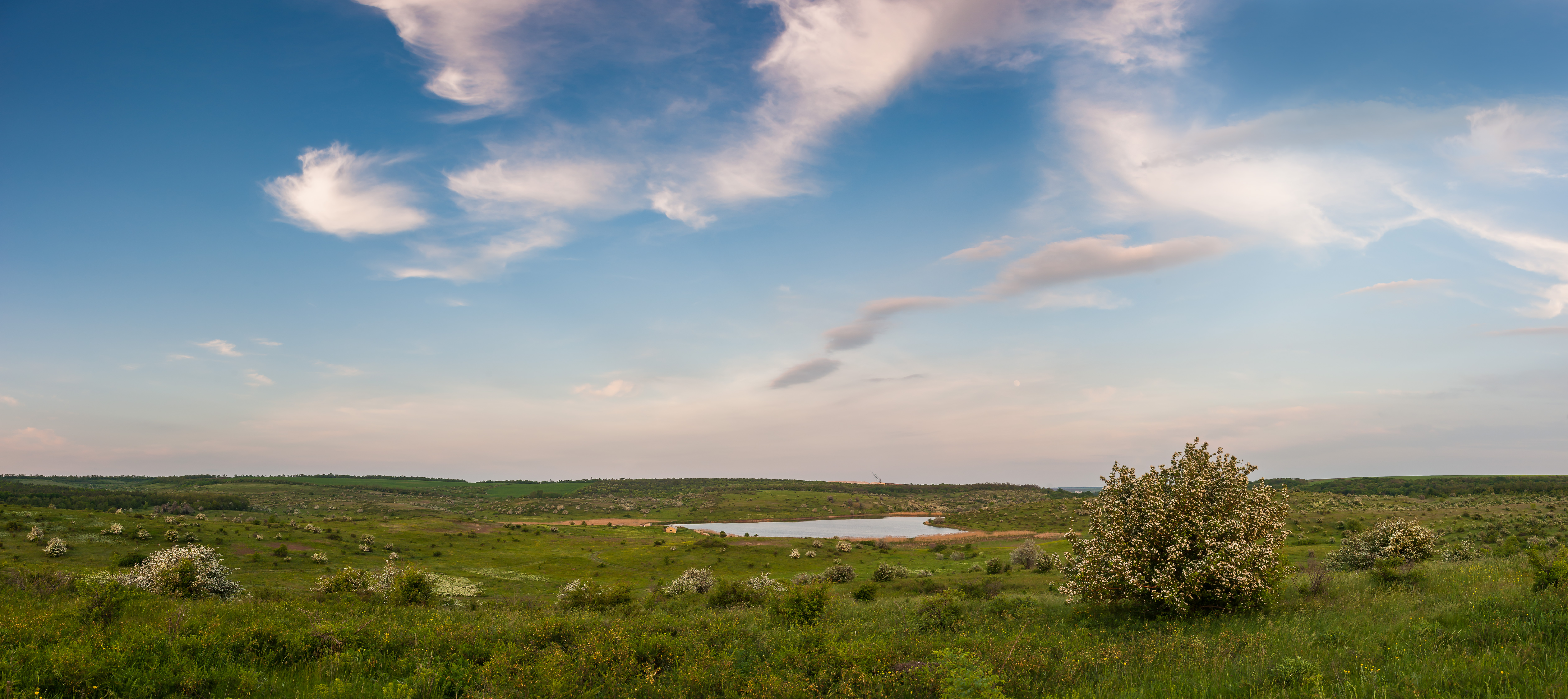

Клімат зони розташування об'єкту теплий помірно-континентальний з порівняно холодною малосніжною зимою та спекотним, посушливим літом. Середня температура січня -80 °C, липня 200 °C). Тривалість безморозного періоду 160—170 днів.
Водні ресурси на території заказника представлені пересихаючим струмком, що стікає днищем балки в напрямку р. Грузька, що в свою чергу тече в р. Казенний Торець (Басейн Сіверського Дінця). На струмку влаштовано став.

## Рослинність

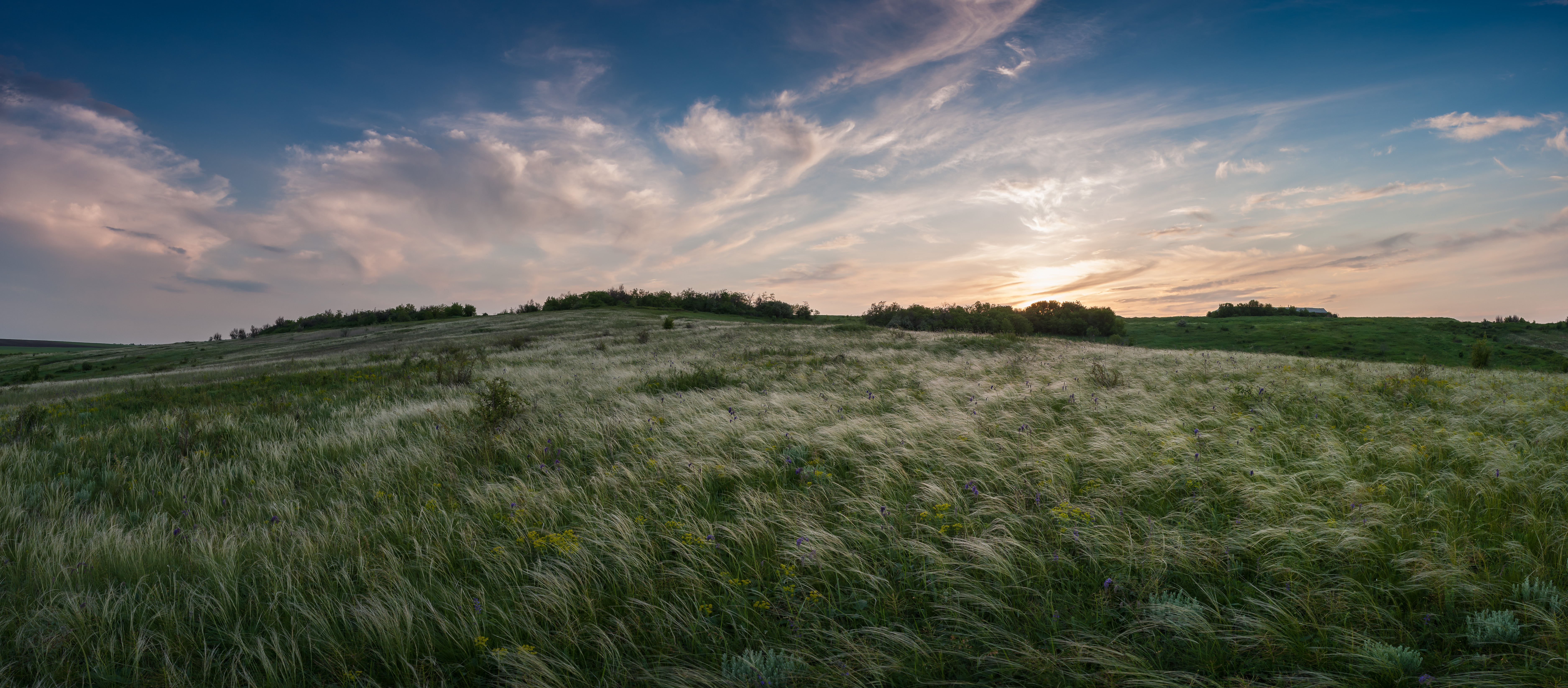

Степові угруповання займають приблизно 80 % території об'єкту. Дана балка збереглася нерозораною в 20-ті роки минулого століття завдяки використанню її як пасовища. Степові угруповання сформовані в основному з костриці валійської, пирію середнього та куничника наземного. Подекуди збереглися ковила Лессінга та волосиста — види, занесені до Червоної книги України.
Флористичне ядро формують житняк гребінчастий, миколайчики рівнинні, льонок дроколистий, полин гіркий, люцерна посівна, жовтозілля Якова, шандра рання, молочай степовий, хатьма тюринзька, перстач пісковий, синяк звичайний, шавлія дібровна, дивина густоквіткова, кермек донецький та гоніолімон татарський. Серед виходів пісковиків зростає ковила дніпровська (Червона книга України) та цмин пісковий — цінна лікарська рослина. Чагарникові зарості утворюють терен, лох вузьколистий, свидина криваво-червона, глід кривочашечковий та жостір проносний.

## Тваринний світ
Значна площа урочища та поєднання кількох типів рослинності створює тут сприятливі умови для існування фауни природного степового комплексу. На території балки зустрічаються комахи занесені до Червоної книги України: подалірій, махаон, бджола-тесляр фіолетова.
Територію об'єкту заселює 2 види амфібій: часничниця та зелена ропуха, що охороняються Бернською конвенцією. З поширених на степових луках плазунів прудка ящірка охороняється Бернською конвенцією, а рідкісна неотруйна змія жовтобрюхий полоз — Червоною книгою України.
На території балки зустрічаються дрімлюга, що охороняється Додатком ІІ До Бернської конвенції. Також тут можна зустріти великих хижаків: великого яструба, канюка звичайного та зимняка (всі види входять до Додатку ІІ Бернської конвенції).
Тут також все ще зустрічаються типовий гризун-рийник степу — сліпак звичайний. Наявність помірного випасу сприятлива для більшості рідкісних степових гризунів: бабаків, ховрахів та земляних зайців.